# Алтапресс
«Алтапресс» — издательский дом в городе Барнауле РФ. Выпускает 8 газет и журналов и два интернет-сайта.
Издательский дом, входящие в него СМИ и их сотрудники — многократные обладатели региональных, российских государственных, международных премий и наград.

## История
Издательский дом был создан в 1990 году — в свет вышел первый номер газеты «Свободный курс». В следующем, 1991 году запускается проект рекламно-информационной газеты «Купи-продай», а в 1996 году — региональное приложение к газете «Аргументы и факты».
В 1997 году издательство приобрело полиграфический комплекс цветной листовой печати, который стал основой типографии.
В 1998 году Алтапресс выступает в качестве издателя краевой газеты «Молодежь Алтая» и регистрирует журнал «Телепарк». В 2000 году компания приобретает газету «Маркер-экспресс», а в 2001 году выходит в печать «Ваше дело».
В 2003 году издательский дом выпускает первый глянцевый журнал «Я покупаю». В 2006 году начинает своё вещание «Радио 22».
В 2014 году Altapress.ru запустил интерактивный проект Pavodok.altapress.ru. Проект представляет собой карту, на которую каждый пользователь может добавить свои истории, фотографии и видеозаписи наводнения, произошедшего в Алтайском крае и Республике Алтай.
В январе 2016 года президентом Алтайской краевой общественной организации «Демидовский фонд» избран гендиректор издательского дома «Алтапресс» Юрий Пургин.
В феврале 2016 года компания продала юридическое лицо, на которое были оформлены радиостанция «Серебряный дождь в Барнауле» («Радио 22») и частота 106,4 FM. Сообщалось, что актив приобрёл частный инвестор из Москвы, а вырученные от сделки деньги «Алтапресс» планирует инвестировать в развитие интернет-проектов.
4 марта 2016 года телеканал НТВ в программе «ЧП. Расследование: Должники Госдепа» заявил о финансировании Государственным департаментом США издательского дома «Алтапресс» и других российских региональных компаний-владельцев СМИ для «установления над ними контроля». По версии телеканала, «Алтапресс» в 1999—2002 годах получил пять кредитов на сумму более 2,5 млн долларов. В ответ учредители и руководители компании в коллективной публикации пояснили, что кредит для строительства типографии был официально взят у работавшего в России негосударственного международного фонда медиакредитования (МДЛФ), к марту 2016 года был выплачен и теперь оборудование и здание находятся в собственности ИД. По их словам, за 25 лет существования «Алтапресса» никто не вмешивался в его редакционную политику. С критикой сюжета НТВ выступили также представители журналистского и издательского сообщества.

## Производственные мощности
В типографии «Алтапресса» сегодня печатаются собственные газеты и журналы, а также издания Бийска, Новосибирска, Омска, Кузбасса, Горно-Алтайска и Казахстана. Типографский комплекс оснащен современным оборудованием: три печатные листовые машины, высокоскоростной ротационный станок, швейно-резательная линия, две резательные машины и высечной пресс.
В компании работает около 1 тыс. человек.

### Газеты
- «Свободный курс»
- «Купи-Продай»
- «Маркер-Экспресс»
- «Телепарк»
- «Читай!город»
- «Печки-лавочки». Полезные советы.

### Журналы
- «Я покупаю»
- «Проблемы клинической медицины»

### Интернет-проекты
- altapress.ru[13]
- altapress.ru/afisha
- sv-kurs.ru/

## Награды и достижения
- «Свободный курс» за следование традициям качественной журналистики и идеалам свободы слова удостоен премии Фонда «Ди цайт» (Die Zeit, Германия) «Молодая пресса Восточной Европы» (2003).
- Национальная тиражная служба неоднократно признавала «Свободный курс» победителем в конкурсе «Рекорд года» в номинации «Региональный общественно-политический еженедельник». Шесть лет подряд газета удерживает эту позицию (2003, 2004, 2005, 2006, 2007, 2008[14][15]).
- Арт-директор издательского дома Алексей Шелепов получил награду московского международного фестиваля рекламы «Золотое яблоко» — за разработку товарного знака «Радио 22» (2006).
- Генеральный директор издательского дома Юрий Пургин стал лауреатом премии «Медиа-менеджер России» (2007).
- Группа сотрудников издательского дома: Ю. Пургин, В. Овчинников, Д. Шевкунов, И. Прохорова и Н. Скалон стали лауреатами Премии Правительства РФ в области печатных СМИ. В том же году редакция газеты «Свободный курс» победила в 6-м открытом всероссийском конкурсе «Газетный дизайн» (2008).
- По итогам межрегионального конкурса журналистского мастерства «Сибирь — территория надежд» газета «Свободный курс» стала лучшей в номинации «Печатные СМИ». А информационный портал Altapress.ru занял первое место в номинации «Интернет-издание» (2014)[16].